# Ykkönen
De Ykkönen is het derde voetbalniveau in Finland die de Finse voetbalbond organiseert. Tot en met 2023 stond de competitie bekend als het tweede niveau. 

## Competitie-opzet
De naam Ykkönen betekent letterlijk Eerste, schept daardoor soms enige verwarring. De competitieformule van de Ykkönen is in de loop der jaren een aantal keer gewijzigd. 

### 1972–1993
De tweede klasse in het Finse voetbal ging vanaf 1972 bestaan uit twaalf ploegen, waarvan de beste twee promoveerden naar de elite. Vijf seizoenen lang (tussen 1979 en 1984) bestond een alternatieve formule met twaalf clubs en een play-offsysteem, maar dat werd in 1984 teruggedraaid. Vanaf 1984 steeg de kampioen naar de Veikkausliiga en de nummer twee speelde een eindronde voor een ticket op het hoogste niveau.

### 1993–1996
Vanaf 1993 werden de Veikkausliiga en de Ykkönen beide met twee clubs uitgebreid, waardoor er veertien ploegen deelnamen aan de competitie. Deze competitieformule hield niet lang stand.

### 1996–2012
Drie jaar later werd besloten om de Ykkönen op te splitsen in twee groepen ingedeeld op regio, waarvan beide kampioenen zouden promoveren, maar ook deze hervorming bracht niet wat men wilde en men wijzigde de competitie opnieuw in 2003: men ging terug naar een nationale tweede klasse.
Tot en met het seizoen 2012 speelden er veertien clubs in de Ykkönen, daarna werd er in twee seizoenen afgebouwd naar een competitie met tien ploegen.

### 2012–2019
Er werd met tien clubs een anderhalve competitie gespeeld, waarbij elk team elkaar drie keer zou treffen. Hiermee werden 33 speelrondes afgewerkt in een seizoen. De nummers negen en tien degradeerden naar de Kakkonen. Zij zouden worden vervangen door de winnaars van de play-offs in de Kakkonen.

### 2020–2023
Met twaalf clubs wordt een reguliere competitie gespeeld met 22 speelrondes, waarna de top zes nogmaals vijf speelrondes in de kampioensgroep speelt om een rechtstreeks ticket naar de Veikkausliiga en om een plek in de eindronde. De zes laagst geklasseerde ploegen na de reguliere competitie spelen vijf extra speelrondes in de degradatiegroep. De nummers 10, 11 en 12 zakken naar de Kakkonen Hiermee kan ook elke kampioen van de Kakkonen direct promoveren naar de Ykkönen, zonder dat er eerst play-offs hoeven te worden gespeeld. 
Met de competitiehervorming is de competitie nagenoeg hetzelfde ingedeeld als dat van Veikkausliiga, waarbij iedere club 27 wedstrijden in een seizoen afwerkt. Iedere ploeg speelt in totaal 27 speelrondes.

### 2024–
Door een competitiehervorming werd de naam Ykkönen vanaf 2024 gebruikt voor het derde niveau. De tweede klasse werd voortaan met tien ploegen gespeeld onder de naam Ykkösliiga. 
De Ykkönen blijft als derde niveau bestaan met twaalf ploegen. Het is nog altijd een landelijke competitie. Eerst wordt een hele competitie gespeeld in 22 speelrondes, waarna de competitie gesplitst wordt in een promotie- en degradatiegroep. Elke vereniging speelt nog eens vijf speelrondes, zodat het totaal aantal op 27 komt. 
De kampioen promoveert rechtstreeks naar de Ykkösliiga, terwijl de nummer twee de eindronde speelt tegen de nummer negen van de Ykkösliiga voor één plek op het tweede niveau. 
De twee laagst geplaatste clubs degraderen naar de Kakkonen (Fins voor "tweede"). Zij worden vervangen door de kampioenen van de vierde klasse. 

## Kampioenen

### Winnaars kwalificatie voor promotie
- 1930: Sudet Viipuri
- 1931: ÅIFK Turku
- 1932: HJK Helsinki
- 1933: UL Turku
- 1934: Vaasan Palloseura

### Kampioenen tweede divisie
- 1935: TPS Turku
- 1936: VIFK Vaasa
- 1937: KPT Kuopio
- 1938: Reipas Viipuri
- 1939: Sudet Viipuri (oost) en KIF Helsinki (west)
- 1940-1941: VIFK Vaasa
- 1943-1944: HPS Helsinki
- 1945: GBK Kokkola (groep 1) en KuPS Kuopio (groep 2)
- 1945-1946: HIFK Helsinki
- 1946-1947: Jäntevä Kotka
- 1947-1948: KIF Helsinki
- 1948: IKissat Tampere (zuid) en KuPS Kuopio (noord)
- 1949: Kullervo Helsinki (oost) en FC Haka Valkeakoski (west)
- 1950: Sudet Helsinki (oost) en TPK Turku (west)
- 1951: Jäntevä Kotka (oost) en Pyrkivä Turku (west)
- 1952: KaPa Kajaani (oost) en HJK Helsinki (west)
- 1953: KPT Kuopio (oost) en TuTo Turku (west)
- 1954: KoRe Kotka (oost) en Vaasan Palloseura (west)
- 1955: HPS Helsinki (oost) en IKissat Tampere (west)
- 1956: KoRe Kotka (oost) en TPS Turku (west)
- 1957: HIFK Helsinki (oost) en VIFK Vaasa (west)
- 1958: PPojat Helsinki (zuid), RU-38 Pori (west) en GBK Kokkola (noord)
- 1959: KIF Helsinki (zuid), TKT Tampere (west) en Drott Pietarsaari (noord)
- 1960: TuTo Turku (zuid), Reipas Lahti (oost) en TaPa Tampere (noord)
- 1961: MiPK Mikkeli (oost), HIK Hanko (west) en Vaasan Palloseura (noord)
- 1962: KTP Kotka (oost), ÅIFK Turku (west) en VIFK Vaasa (noord)
- 1963: HJK Helsinki (oost), IKissat Tampere (west) en GBK Kokkola (noord)
- 1964: UponP Lahti (oost), TaPa Tampere (west) en Vaasan Palloseura (noord)
- 1965: MP Mikkeli (oost), TPS Turku (west) en OTP Oulu (noord)
- 1966: UponP Lahti (oost), ÅIFK Turku (west) en KPV Kokkola (noord)
- 1967: Ponnistus Helsinki (oost), RU-38 Pori (west) en OTP Oulu (noord)
- 1968: IKissat Tampere (zuid), Elo Kuopio (oost), TPV Tampere (west) en OTP Oulu (noord)
- 1969: Ponnistus Helsinki (zuid), HIFK Helsinki (oost), TPV Tampere (west) en Into Kemi (noord)
- 1970: MiPK Mikkeli (oost), TPV Tampere, (west) en Vaasan Palloseura (noord)
- 1971: Ponnistus Helsinki (oost), TaPa Tampere (west) en KPT Kuopio (noord)
- 1972: Ponnistus Helsinki (oost), IKissat Tampere (west) en OTP Oulu (noord)

### Kampioenen eerste divisie
- 1973: MiPK
- 1974: MyPa 47
- 1975: GBK
- 1976: KIF Helsinki
- 1977: KPT Kuopio
- 1978: Ilves
- 1979: MP
- 1980: MP
- 1981: Kuusysi Lahti
- 1982: Reipas Lahti
- 1983: MP
- 1984: OTP Oulu
- 1985: MP
- 1986: Reipas Lahti
- 1987: OTP Oulu
- 1988: Jaro Pietarsaari
- 1989: KPV
- 1990: PPT Pori
- 1991: MyPa 47
- 1992: TPV
- 1993: KuPS Kuopio
- 1994: Ponnistus Helsinki
- 1995: Inter Turku
- 1996: TP Seinäjoki
- 1997: FC Haka
- 1998: FC Lahti
- 1999: Tampere United
- 2000: KuPS
- 2001: FC Hämeenlinna
- 2002: FC KooTeePee (zuid) en TPS (noord)
- 2003: TP-47
- 2004: KuPS
- 2005: FC Honka
- 2006: FC Viikingit
- 2007: KuPS
- 2008: JJK
- 2009: AC Oulu
- 2010: RoPS
- 2011: FC Lahti
- 2012: RoPS
- 2013: SJK
- 2014: HIFK
- 2015: PS Kemi
- 2016: JJK
- 2017: TPS
- 2018: HIFK
- 2019: FC Haka
- 2020: AC Oulu
- 2021: VPS
- 2022: KTP
- 2023: Ekenäs IF

### Kampioenen tweede divisie
- 2024: n.n.b.

## Topscorers
| seizoen | speler                                     | club                    | goals |
| ------- | ------------------------------------------ | ----------------------- | ----- |
| 1973    | Matti Paatelainen                          | FC Haka                 | 21    |
| 1974    | Kari Lehtolainen                           | HPS Helsinki            | 19    |
| 1975    | Christian Nyman                            | GBK Kokkola             | 16    |
| 1976    | Jarmo Lindahl                              | Kiffen Helsinki         | 15    |
| 1977    | Raimo Kuuluvainen                          | Ilves Tampere           | 17    |
| 1978    | Ari Tissari                                | KTP Kotka               | 21    |
| 1979    | Tuomo Hakala                               | RoPS Rovaniemi          | 19    |
| 1980    | Keijo Kousa                                | FC Kuusysi              | 21    |
| 1981    | Władysław Dąbrowski                        | OTP Oulu                | 26    |
| 1982    | Craig Ramsay                               | FF Jaro                 | 18    |
| 1983    | Arto Keisalo Jukka Mykkänen                | HPS Helsinki MP Mikkeli | 14    |
| 1984    | Hannu Tiilikainen                          | Elo                     | 18    |
| 1985    | Jukka Rautakallio                          | FinnPa Helsinki         | 17    |
| 1986    | Jari Aaltonen                              | TPV Tampere             | 18    |
| 1987    | Kalle Lehtinen                             | FC Kontu                | 18    |
| 1988    | Juha Lahtinen                              | VaKP                    | 19    |
| 1989    | Mauri Keskitalo                            | MyPa-47 Anjalankoski    | 18    |
| 1990    | Janne Murtomäki Jari Vanhala               | FC Kontu GrIFK          | 14    |
| 1991    | Igor Danilov                               | Kumu                    | 17    |
| 1992    | Oleg Ivanov Valeri Popovits Tomasz Arceusz | TPV Tampere VPS         | 16    |
| 1993    | Kimmo Savolainen                           | KePS                    | 17    |
| 1994    | Mika Riutto                                | Reipas                  | 15    |
| 1995    | Mika Marjamaa                              | KePS                    | 18    |
| 1996    | Luciano Martins                            | FC Kuusysi              | 18    |
| 1997    | Valeri Popovits                            | FC Haka                 | 25    |
| 1998    | Ismo Lius                                  | FC Lahti                | 18    |
| 1999    | Dionísio                                   | Tampere United          | 24    |
| 2000    | Niclas Grönholm                            | HIK                     | 25    |
| 2001    | Jani Myllyniemi                            | HIFK                    | 18    |
| 2002    | Janne Kauria                               | FC Honka                | 17    |
| 2003    | Mikko Mäkelä                               | PP-70 Tampere           | 15    |
| 2004    | Miikka Oinonen                             | MP Mikkeli              | 15    |
| 2005    | Dawda Bah Rami Louke                       | KPV Kokkola VPS Vaasa   | 16    |
| 2006    | Petteri Kaijasilta                         | PK-35 Vantaa            | 19    |
| 2007    | Petteri Kaijasilta                         | PK-35 Vantaa            | 18    |
| 2008    | Babatunde Wusu                             | JJK Jyväskylä           | 22    |
| 2009    | Pekka Sihvola                              | FC Hämeenlinna          | 20    |
| 2010    | Irakli Sirbiladze                          | KPV Kokkola             | 16    |
| 2011    | Ville Salmikivi                            | FC Viikingit            | 20    |
| 2012    | Aleksandr Kokko                            | RoPS Rovaniemi          | 15    |
| 2013    | Jussi Aalto                                | FC Haka                 | 15    |
| 2014    | Kalle Multanen                             | FC Haka                 | 30    |
| 2015    | Kalle Multanen                             | FC Haka                 | 19    |
| 2016    | Aristote Mboma                             | AC Oulu                 | 18    |
| 2017    | Kalle Multanen Felix De Bona               | FC Haka Ekenäs IF       | 14    |
| 2018    | Alvarado Morín                             | AC Oulu                 | 17    |
| 2019    | Salomo Ojala                               | FC Haka                 | 23    |
| 2020    | Darren Smith                               | EIF                     | 18    |
| 2021    | Douglas Caé                                | Gnistan                 | 14    |

Albanië ·
België · 
Bulgarije ·
Curaçao ·
Cyprus · 
Denemarken · 
Duitsland · 
Engeland · 
Estland · 
Finland · 
Frankrijk · 
Georgië · 
Gibraltar ·
Griekenland · 
Italië · 
Kroatië · 
Luxemburg · 
Nederland · 
Noord-Ierland · 
Noord-Macedonië · 
Noorwegen · 
Oekraïne · 
Oostenrijk · 
Polen · 
Portugal · 
Roemenië · 
Rusland · 
Schotland · 
Servië · 
Slovenië · 
Slowakije · 
Spanje · 
Tsjechië (Moravië / Bohemen) ·
Turkije · 
Wales · 
Zweden · 
Zwitserland